# Noms des mois du calendrier grégorien dans diverses langues

## Langues indo-européennes

### Langues germaniques
| Langue            | I               | II         | II    | IV     | V     | VI   | VII  | VIII     | IX        | X       | XI       | XII      |
| ----------------- | --------------- | ---------- | ----- | ------ | ----- | ---- | ---- | -------- | --------- | ------- | -------- | -------- |
| allemand          | Januar (Jänner) | Februar    | März  | April  | Mai   | Juni | Juli | August   | September | Oktober | November | Dezember |
| anglais           | January         | February   | March | April  | May   | June | July | August   | September | October | November | December |
| frison occidental | Jannewaris      | Febrewaris | Maart | April  | Maaie | Juny | July | Augustus | Septimber | Oktober | Novimber | Desimber |
| luxembourgeois    | Januar          | Februar    | Mäerz | Abrëll | Mee   | Juni | Juli | August   | September | Oktober | November | Dezember |
| néerlandais       | Januari         | Februari   | Maart | April  | Mei   | Juni | Juli | Augustus | September | Oktober | November | December |

#### Langues scandinaves
| Langue    | I       | II       | III   | IV    | V   | VI   | VII  | VIII    | IX        | X       | XI       | XII      |
| --------- | ------- | -------- | ----- | ----- | --- | ---- | ---- | ------- | --------- | ------- | -------- | -------- |
| danois    | januar  | februar  | marts | april | maj | juni | juli | august  | september | oktober | november | december |
| islandais | janúar  | febrúar  | mars  | apríl | maí | júní | júlí | ágúst   | september | október | nóvember | desember |
| norvégien | januar  | februar  | mars  | april | mai | juni | juli | august  | september | oktober | november | desember |
| suédois   | januari | februari | mars  | april | maj | juni | juli | augusti | september | oktober | november | december |

### Langues romanes
| Langue             | I         | II         | III         | IV      | V          | VI         | VII       | VIII     | IX         | X         | XI        | XII       |
| ------------------ | --------- | ---------- | ----------- | ------- | ---------- | ---------- | --------- | -------- | ---------- | --------- | --------- | --------- |
| aragonais          | chinero   | frebero    | marzo       | abril   | mayo       | chunio     | chulio    | agosto   | setiembre  | otubre    | nobiembre | abiento   |
| asturien           | xineru    | febreru    | marzu       | abril   | mayu       | xunu       | xunetu    | agostu   | setiembre  | ochobre   | payares   | avientu   |
| catalan            | gener     | febrer     | març        | abril   | maig       | juny       | juliol    | agost    | setembre   | octubre   | novembre  | desembre  |
| émilien            | śnar      | favràr     | mars        | avrìl   | maǵ        | śugn       | luj       | agóst    | setémbar   | utóbar    | nuvémbar  | dicémbar  |
| espagnol           | enero     | febrero    | marzo       | abril   | mayo       | junio      | julio     | agosto   | septiembre | octubre   | noviembre | diciembre |
| français           | janvier   | février    | mars        | avril   | mai        | juin       | juillet   | août     | septembre  | octobre   | novembre  | décembre  |
| frioulan           | zenâr     | fevrâr     | març        | avrîl   | mai        | jugn       | lui       | avost    | setembar   | otubar    | novembar  | dicembar  |
| galicien           | xaneiro   | febreiro   | marzo       | abril   | maio       | xuño       | xullo     | agosto   | setembro   | outubro   | novembro  | decembro  |
| gascon             | janè,jenè | heurè      | mars, marts | abriu   | may        | julh, junh | julhét    | aoùst    | setémë     | ouctoùbrë | nouvémbrë | decémë    |
| italien            | gennaio   | febbraio   | marzo       | aprile  | maggio     | giugno     | luglio    | agosto   | settembre  | ottobre   | novembre  | dicembre  |
| latin              | Ianuarius | Februarius | Martius     | Aprilis | Maius      | Iunius     | Iulius    | Augustus | September  | October   | November  | December  |
| lombard occidental | genar     | febrar     | marz        | april   | magg       | giugn      | luj       | agost    | settember  | ottober   | november  | dicember  |
| monégasque         | zena̍      | fevra̍      | marsu       | avri̍    | ma̍giu      | giügnu     | lüyu      | austu    | setembre   | utubre    | nuvembre  | deçembre  |
| occitan            | genièr    | febrièr    | març        | abril   | mai        | junh       | julh(et)  | agost    | setembre   | octòbre   | novembre  | decembre  |
| piémontais         | gené      | fërvé      | mars        | avril   | magg - maj | giugn      | luj       | òst      | stèmber    | otóber    | novèmber  | dzèmber   |
| portugais          | janeiro   | fevereiro  | março       | abril   | maio       | junho      | julho     | agosto   | setembro   | outubro   | novembro  | dezembro  |
| roumain            | Ianuarie  | Februarie  | Martie      | Aprilie | Mai        | Iunie      | Iulie     | August   | Septembrie | Octombrie | Noiembrie | Decembrie |
| sicilien           | jinnaru   | frivaru    | marzu       | aprili  | maiu       | giugnu     | giugnettu | austu    | sittèmmiru | uttùviru  | nuvèmmiru | dicèmmiru |

### Langues slaves
Attention à 'květen/kwiecień', 'lipanj/lipiec', 'srpanj/sierpien/srpen', 'listopad' qui désignent des mois différents selon les langues (faux-amis).
| Langue     | I        | II      | II       | IV       | V           | VI       | VII      | VIII     | IX        | X           | XI       | XII      |
| ---------- | -------- | ------- | -------- | -------- | ----------- | -------- | -------- | -------- | --------- | ----------- | -------- | -------- |
| croate     | siječanj | veljača | ožujak   | travanj  | svibanj     | lipanj   | srpanj   | kolovoz  | rujan     | listopad    | studeni  | prosinac |
| macédonien | коложег  | сечко   | цутар    | тревен   | косар       | жетвар   | златец   | житар    | гроздобер | листопад    | студен   | снежник  |
| tchèque    | leden    | únor    | březen   | duben    | květen, máj | červen   | červenec | srpen    | září      | říjen       | listopad | prosinec |
| polonais   | styczeń  | luty    | marzec   | kwiecień | maj         | czerwiec | lipiec   | sierpień | wrzesień  | październik | listopad | grudzień |
| ukrainien  | січень   | лютий   | березень | квітень  | травень     | червень  | липень   | серпень  | вересень  | жовтень     | листопад | грудень  |
| biélorusse | студзень | люты    | сакавік  | красавік | травень     | чэрвень  | ліпень   | жнівень  | верасень  | кастрычнік  | лістапад | сьнежань |
| slovaque   | január   | február | marec    | apríl    | máj         | jún      | júl      | august   | september | október     | november | december |
| russe      | январь   | февраль | март     | апрель   | май         | июнь     | июль     | август   | сентябрь  | октябрь     | ноябрь   | декабрь  |

À titre d'exemple, les noms de mois en ukrainien évoquent, dans l'ordre : les bourrasques de neige (I), le froid rigoureux (II), le bourgeonnement des bouleaux (III), la floraison (IV), l'herbe verdissante (V), le mûrissement des fruits (VI), la floraison du tilleul (VII), la moisson (VIII), la récolte (IX), le jaunissement des feuilles (X), la chute des feuilles (XI), le durcissement par le gel (XII).
Tandis que студзень (I), студен et studeni (XI) signifient "froid", que rujan (IX) et říjen (X) proviennent probablement d'un mot signifiant "rut du cerf" et que prosinac et prosinec (XII) désignent une faible luminosité "grise".

### Langues celtiques
| Langue             | I      | II        | II     | IV      | V         | VI        | VII     | VIII   | IX           | X                | XI      | XII       |
| ------------------ | ------ | --------- | ------ | ------- | --------- | --------- | ------- | ------ | ------------ | ---------------- | ------- | --------- |
| breton             | Genver | C'hwevrer | Meurzh | Ebrel   | Mae       | Even      | Gouhere | Eost   | Gwengolo     | Here             | Du      | Kerzu     |
| gaélique irlandais | Eanáir | Feabhra   | Márta  | Aibreán | Bealtaine | Meitheamh | Iúil    | Lúnasa | Meán Fómhair | Deireadh Fómhair | Samhain | Dùbhlachd |

## Langues finno-ougriennes
| Langue   | I                        | II                          | II                       | IV                              | V                             | VI                      | VII                     | VIII                        | IX                          | X                         | XI                       | XII                     |
| -------- | ------------------------ | --------------------------- | ------------------------ | ------------------------------- | ----------------------------- | ----------------------- | ----------------------- | --------------------------- | --------------------------- | ------------------------- | ------------------------ | ----------------------- |
| hongrois | Január                   | Február                     | Március                  | Április                         | Május                         | Június                  | Július                  | Augusztus                   | Szeptember                  | Október                   | November                 | December                |
| finnois  | tammikuu "mois du chêne" | helmikuu "mois de la rosée" | maaliskuu "mois terreux" | huhtikuu "mois du défrichement" | toukokuu "mois des semailles" | kesäkuu "mois de l'été" | heinäkuu "mois du foin" | elokuu "mois de la moisson" | syyskuu "mois de l'automne" | lokakuu "mois de la boue" | marraskuu "mois mourant" | joulukuu "mois de Noël" |
| estonien | jaanuar                  | veebruar                    | märts                    | aprill                          | mai                           | juuni                   | juuli                   | august                      | september                   | oktoober                  | november                 | detsember               |

## Langues sémitiques
| Langue  | I      | II   | II    | IV    | V     | VI    | VII   | VIII   | IX        | X       | XI       | XII      |
| ------- | ------ | ---- | ----- | ----- | ----- | ----- | ----- | ------ | --------- | ------- | -------- | -------- |
| maltais | Jannar | Frar | Marzu | April | Mejju | Ġunju | Lulju | Awissu | Settembru | Ottubru | Novembru | Diċembru |

## Langues turques
| Langue | I    | II    | II   | IV    | V     | VI      | VII    | VIII    | IX    | X    | XI    | XII    |
| ------ | ---- | ----- | ---- | ----- | ----- | ------- | ------ | ------- | ----- | ---- | ----- | ------ |
| turc   | ocak | şubat | mart | nisan | mayıs | haziran | temmuz | ağustos | eylül | ekim | kasım | aralık |

## Langues construites
| Langue    | I                    | II                     | II                 | IV                 | V                   | VI                     | VII                   | VIII                 | IX                 | X                    | XI                        | XII                    |
| --------- | -------------------- | ---------------------- | ------------------ | ------------------ | ------------------- | ---------------------- | --------------------- | -------------------- | ------------------ | -------------------- | ------------------------- | ---------------------- |
| espéranto | Januaro              | Februaro               | Marto              | Aprilo             | Majo                | Junio                  | Julio                 | Aŭgusto              | Septembro          | Oktobro              | Novembro                  | Decembro               |
| Kotava    | taneaksat            | toleaksat              | bareaksat          | balemeaksat        | alubeaksat          | teveaksat              | pereaksat             | anyusteaksat         | lerdeaksat         | saneaksat            | santaneaksat              | santoleaksat           |
| Lojban    | kanbyma'i ou pavma'i | jaurbeima'i ou relma'i | fipma'i ou cibma'i | lanma'i ou vonma'i | bakma'i ou mumyma'i | matsi'uma'i ou xavma'i | mlajukma'i ou zelma'i | cinfyma'i ou bivma'i | xlima'i ou sozma'i | ci'urma'i pavnonma'i | rebjukma'i ou pavypavma'i | celma'i ou pavrelmai'i |
| Pandunia  | mes un               | mes dul                | mes sam            | mes car            | mes lim             | mes sis                | mes set               | mes bat              | mes noy            | mes des              | mes des un                | mes des dul            |
| Solrésol  | dorere               | domimi                 | dofafa             | dosolsol           | dolala              | dosisi                 | reredo                | reremi               | rerefa             | reresol              | rerela                    | reresi                 |